# Johann Vollmers

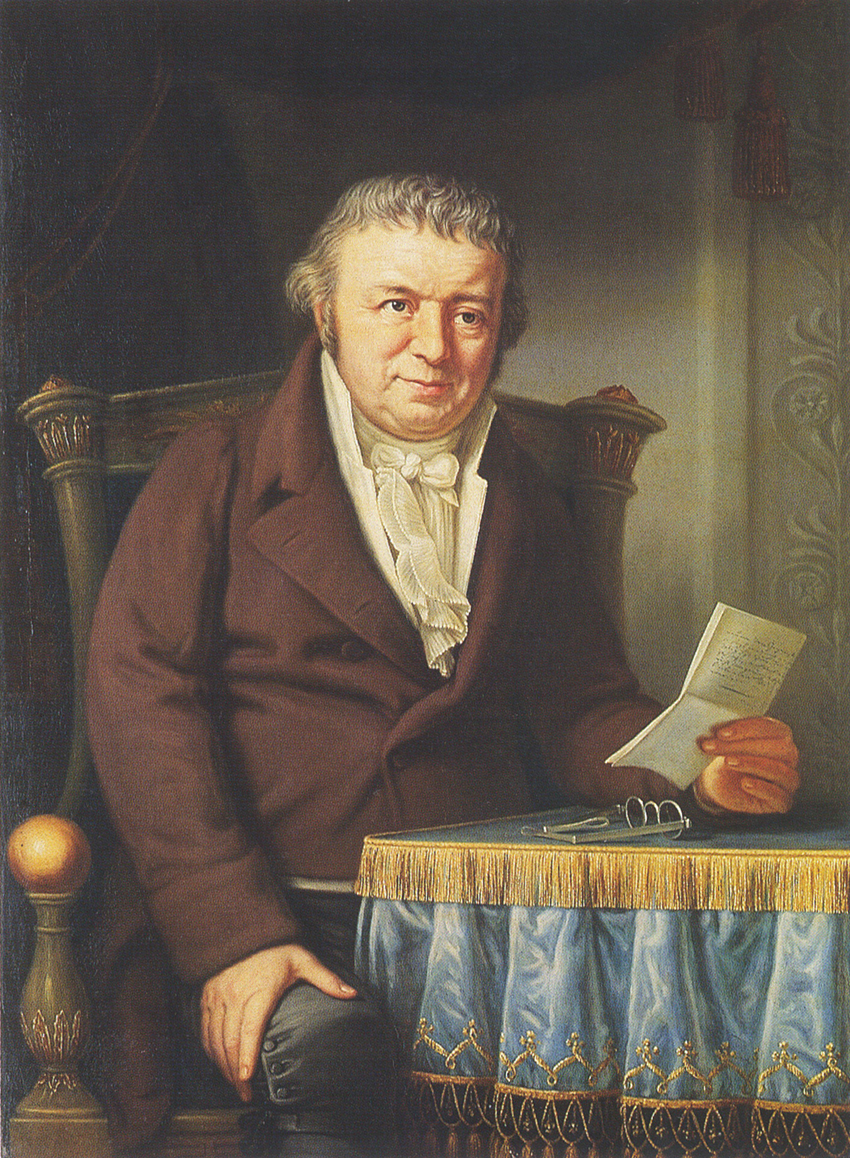
Johann Vollmers, Porträt von Georg Friedrich Adolph Schöner, 1821, Focke-Museum

 Johann Vollmers  (* 5. Oktober 1753 in Bremen; † 31. Oktober 1818 in Bremen) war ein deutscher Kaufmann und Bremer Senator.

## Biografie
Vollmers war der Sohn des Seeschiffers Arp Vollmers und seiner Frau Metta Lucia. Er erlernte den Beruf eines Kaufmanns und Segelmachers und war Teilhaber der Commissions-, Spedition- und Proper-Handlung Pundsack & Vollmers in Bremen in der Langenstraße, die dann unter dem Namen Vollmers & Böving firmierte. 1794 wurde er Eltermann des Kaufmanns, also Sprecher oder Vorsteher der Kaufleute.
1800 wurde er als Nachfolger von Senator Johann Simon Baer zum Ratsherrn bzw. Senator der Freien Hansestadt Bremen berufen, ein Amt, das er bis zu seinem Tod 1818 wahrnahm. Seit 1806 wurde er mit diplomatischen Missionen, unter anderem in Paris und Hamburg, beauftragt. Er war ein enger Vertrauter von Senator Johann Smidt (1773–1857) und vertrat mit Smidt die Bremer Interessen in Frankreich. Vom Februar 1811 bis zum August war er provisorischer Munizipalrat. Nach der Bremer Franzosenzeit und dem Ende des Departements der Wesermündungen wurde er am 6. November 1813 in die (zunächst provisorische) achtköpfige Regierungskommission von Bremen dauerhaft berufen.
Vollmers war seit 1789 verheiratet mit Metta Grommé. Sie hatten fünf Kinder. Er gehörte 1788 zu den Gründern der Bremer Freimaurerloge Zum Ölzweig.
Seine Bescheidenheit, stille Wohltätigkeit bei allem Erwerbssinn und seinen Hang zum Mystizismus beschreibt der Pädagoge Gerd Eilers in seinen Lebenserinnerungen.